# Premio Flaiano per la cinematografia
Il Premio Flaiano per la cinematografia è un riconoscimento assegnato nell'ambito del Premio Flaiano dal 1974, ad autori, registi, attori, critici e professionisti nell'ambito delle produzioni cinematografiche. Il premio alla migliore pellicola cinematografica viene assegnato al regista della stessa.

## Albo d'oro
Di seguito i vincitori dalla prima edizione del 1980.

### 1970-1979
Premio Flaiano per la sceneggiatura 
- 1974 - Simonetta Felli Marzocchini per Empoli 1921 - Film in rosso e nero e Beppe Recchia per La gabbia
- 1978 - Sergio Amidei e Jean-Claude Carrière per il complesso dell'opera
- 1979 - Cesare Zavattini per il complesso dell'opera e Alexander Scibor-Rylski per L'uomo di marmo

### 1980-1989
Premio Flaiano per la sceneggiatura 
- 1980 - Age & Scarpelli e Jean-Loup Dabadie per il complesso dell'opera
- 1981 - Leo Benvenuti, Piero De Bernardi e Jean Gruault per il complesso dell'opera
- 1982 - Harold Pinter e Rodolfo Sonego per il complesso dell'opera
- 1984 - Ennio De Concini e Ruth Prawer Jhabvala per il complesso dell'opera
- 1985 - Ruggero Maccari e Éric Rohmer per il complesso dell'opera
- 1986 - Ugo Pirro e Alexander Mindadze per il complesso dell'opera
- 1987 - Enrico Medioli per il complesso dell'opera e Aida Bortnik per La storia ufficiale
- 1988 - Tonino Guerra e Peter Handke per il complesso dell'opera
- 1989 - Bernardino Zapponi e David Hare per il complesso dell'opera

 Premio per l'interpretazione 
- 1983 - Leopoldo Trieste per il complesso dell'opera
- 1984 - Marcello Mastroianni per il complesso dell'opera
- 1985 - Vittorio Caprioli per il complesso dell'opera
- 1986 - Giulietta Masina per il complesso dell'opera
- 1987 - Stefania Sandrelli premio speciale
- 1988 - Monica Vitti per il complesso dell'opera
- 1989 - Ornella Muti per Codice privato e Paolo Villaggio per il complesso dell'opera

 Premi speciali "I giovani del cinema italiano" 
- 1989 
  - Premio alla regia: Francesca Archibugi per Mignon è partita
  - Premio per la sceneggiatura: Giuseppe Tornatore per Il camorrista e Nuovo Cinema Paradiso
  - Premio per l'interpretazione: Elena Sofia Ricci e Sergio Castellitto
  - Premio speciale: Valerio De Paolis produttore

 Premio per la critica cinematografica 
- 1982 - Aldo Bernardini

 Premio speciale 
- 1985 - François Truffaut alla memoria

### 1990-1999
Premio per la regia 
- 1994 - Liliana Cavani per Dove siete? Io sono qui
- 1996 - Peter Greenaway per il complesso dell'opera, Jiří Menzel per Il soldato molto semplice Ivan Chonkin
- 1997 - Aki Kaurismäki per Nuvole in viaggio e Gabriele Salvatores per Nirvana
- 1998 - Davide Ferrario per Figli di Annibale
- 1999 - Giuseppe Piccioni per Fuori dal mondo

 Premio Flaiano per la sceneggiatura 
- 1990 - Vincenzo Cerami per Un borghese piccolo piccolo, Colpire al cuore e I ragazzi di via Panisperna, Krzysztof Kieślowski e Krzysztof Piesiewicz per Decalogo
- 1991 - Nicola Badalucco e Alexander Abadascian per il complesso dell'opera
- 1993 - Umberto Marino per il complesso dell'opera
- 1996 - Ugo Chiti per il complesso dell'opera
- 1997 - Stefano Rulli e Sandro Petraglia per il complesso dell'opera
- 1999 - Vincenzo Cerami e Roberto Benigni per La vita è bella

 Premio per l'interpretazione 
- 1990 - Nastassja Kinski per Maria's Lovers, Paris, Texas e Il segreto, Massimo Troisi per Che ora è
- 1991 - Nancy Brilli per il complesso dell'opera e Fabrizio Bentivoglio per Americano rosso
- 1992 - Margherita Buy attrice rivelazione e Diego Abatantuono per Puerto Escondido
- 1993 - Francesca Neri e Carlo Verdone per Al lupo al lupo, Tilda Swinton per Orlando
- 1994 - Sabine Azéma e Pierre Arditi per Smoking/No Smoking, Asia Argento per Perdiamoci di vista, Kim Rossi Stuart per Senza pelle
- 1995 - Anouk Aimée per il complesso dell'opera, Anna Bonaiuto per L'amore molesto, Massimo Ghini per Uomini uomini uomini, Segreto di stato e Cuore cattivo
- 1996 - Valeria Bruni Tedeschi per La seconda volta, Raoul Bova per Palermo Milano - Solo andata e Catherine McCormack per Braveheart - Cuore impavido
- 1997 - Claudio Amendola per La mia generazione e Claudia Gerini per Sono pazzo di Iris Blond
- 1998 - Giovanna Mezzogiorno per Il viaggio della sposa e Aitana Sánchez-Gijón per L'immagine del desiderio
- 1999 - Nicoletta Braschi per La vita è bella e Michele Placido per Del perduto amore

 Premio per l'esordio cinematografico 
- 1999 - Luciano Ligabue per Radiofreccia

 Premi speciali 
- 1990 - Carmine Cianfarani e Mario Cecchi Gori
- 1992 - Liam O'Leary

 Premio alla carriera 
- 1990 - Gabriele Ferzetti
- 1991 - Paolo e Vittorio Taviani
- 1992 - Alberto Sordi
- 1993 - Suso Cecchi D'Amico, Ben Gazzara, Giancarlo Giannini, Alberto Lattuada, Giovanna Ralli e Susan Strasberg
- 1994 - Carlo Ludovico Bragaglia, Mario Monicelli e Margarethe von Trotta
- 1995 - Virna Lisi, Penny Marshall, Ettore Scola, Armando Trovajoli e Raf Vallone
- 1996 - Alida Valli, Franco Zeffirelli, Piero Piccioni e Luciano Vincenzoni
- 1997 - Gina Lollobrigida, Liv Ullmann, Francesco Rosi, Ennio Morricone e Tonino Delli Colli
- 1998 - Manoel de Oliveira, Carlo Lizzani, Ken Loach, Carlo Rustichelli, Tullio Pinelli e Pasquale Squitieri
- 1999 - Alain Delon, Francesco Maselli e Giuseppe Rotunno

 Premio per la critica cinematografica 
- 1997 - Tullio Kezich
- 1999 - Lietta Tornabuoni

### 2000-2009
Premio per il miglior film 
- 2001 - Ermanno Olmi per Il mestiere delle armi
- 2003 - Wolfgang Becker per Good Bye, Lenin!
- 2004 - Davide Ferrario per Dopo mezzanotte

 Premio per la regia 
- 2000 - Jean-Pierre e Luc Dardenne per Rosetta, Roberto Faenza per L'amante perduto e Fernando Pérez Valdés per La vita è un fischio
- 2001 - Ferzan Özpetek per Le fate ignoranti
- 2002 - Marco Bellocchio per L'ora di religione e István Szabó per A torto o a ragione
- 2003 - Riccardo Milani per Il posto dell'anima
- 2004 - Margarethe von Trotta per Rosenstrasse
- 2005 - Gabriele Salvatores per Quo vadis, baby?
- 2006 - Philip Gröning per Il grande silenzio
- 2007 - Ferzan Özpetek per Saturno contro
- 2008 - Anna Negri per Riprendimi
- 2009 - Stefan Ruzowitzky per Il falsario - Operazione Bernhard e Marco Risi per Fortapàsc

 Premio per la sceneggiatura 
- 2000 - Doriana Leondeff per Pane e tulipani
- 2001 - Giacomo Scarpelli e Silvia Scola per Concorrenza sleale
- 2002 - Ronald Harwood
- 2003 - Niccolò Ammaniti per Io non ho paura
- 2004 - Per Fly per L'eredità
- 2005 - Antonietta De Lillo, Giuseppe Rocca e Laura Sabatino per Il resto di niente
- 2007 - Saverio Costanzo per In memoria di me

 Premio per l'interpretazione 
- 2000 - Licia Maglietta per Pane e tulipani e Susan Linch per Nora
- 2001 - Giovanna Mezzogiorno e Sabrina Impacciatore per L'ultimo bacio, Gary Lewis per Billy Elliot
- 2002 - Sergio Castellitto, Piera Degli Esposti e Tony Bertorelli per L'ora di religione, Ann Petersen per Pauline e Paulette
- 2003 - Silvio Orlando per Il posto dell'anima, Emilia Fox per Prendimi l'anima, Nino D'Angelo per Il cuore altrove e Serra Yilmaz per La finestra di fronte
- 2004 - Ulrich Thomsen per L'eredità e Stefania Rocca per L'amore è eterno finché dura
- 2005 - Angela Baraldi per Quo vadis, baby?, Maria De Medeiros per Il resto di niente, Luca Zingaretti per Alla luce del sole e Erika Blanc per Cuore sacro
- 2006 - Valeria Golino per La guerra di Mario, Carmen Maura per Volver - Tornare e Alessandro Morace per Anche libero va bene
- 2007 - Ambra Angiolini e Stefano Accorsi per Saturno contro, Ninetto Davoli per Uno su due
- 2008 - Alba Rohrwacher per Riprendimi e Riccardo Scamarcio per Colpo d'occhio
- 2009 - Laura Chiatti per Il caso dell'infedele Klara, Massimo Ranieri per L'ultimo Pulcinella ed Ezio Greggio per Il papà di Giovanna

 Premio per l'interprete rivelazione 
- 2004 - Giorgio Pasotti per Dopo mezzanotte e Michela Cescon per Primo amore

 Premio per la fotografia 
- 2001 - Fabio Olmi per Il mestiere delle armi
- 2002 - Luca Bigazzi per Brucio nel vento
- 2003 - Maurizio Calvesi per Prendimi l'anima
- 2004 - Marco Onorato per Primo amore
- 2005 - Gianfilippo Corticelli per Cuore sacro
- 2006 - Philip Gröning per Il grande silenzio
- 2007 - Arnaldo Catinari per L'aria salata

 Premio per il montaggio 
- 2001 - Claudio Di Mauro per L'ultimo bacio
- 2002 - Francesca Calvelli per L'ora di religione
- 2003 - Jacopo Quadri per My name is Tanino
- 2004 - Claudio Cormio per Dopo mezzanotte
- 2006 - Giogiò Franchini per La guerra di Mario e La terra

 Premio per la colonna sonora 
- 2001 - Andrea Guerra per Le fate ignoranti
- 2003 - Ezio Bosso per Io non ho paura
- 2004 - Banda Osiris per Primo amore
- 2005 - Ezio Bosso per Quo vadis, baby?

 Premio per la scenografia 
- 2001 - Yoshinobu Nishioka per Tabù - Gohatto

 Premio per i costumi 
- 2001 - Francesca Livia Sartori per Il mestiere delle armi
- 2002 - Erna Siebens per Pauline e Paulette

 Premio per l'opera prima 
- 2001 - Bahman Ghobadi per Il tempo dei cavalli ubriachi
- 2004 - Michael Schorr per Schultze vuole suonare il blues
- 2006 - Kim Rossi Stuart per Anche libero va bene

 Premio per la carriera 
- 2000 - Billy Wilder, Michelangelo Antonioni, Nicola Piovani, Turi Vasile e Franco Di Giacomo
- 2001 - Jean-Jacques Annaud, Nino Manfredi, Marisa Merlini e Giuliano Montaldo
- 2002 - Marco Bellocchio, Dino De Laurentiis, Giancarlo Giannini, Hanna Schygulla, Vittorio Storaro e Krzysztof Zanussi
- 2003 - Theo Angelopoulos, Costa-Gavras, e Andrej Končalovskij
- 2004 - Pupi Avati, Luis Bacalov e Abel Ferrara
- 2005 - Bruno Bozzetto, Mario Verdone
- 2006 - Riz Ortolani
- 2007 - Dario Argento, Kabir Bedi, Willem Dafoe e Stefania Sandrelli
- 2008 - Ėl'dar Aleksandrovič Rjazanov, Paolo Villaggio, Lina Wertmüller e Vanessa Redgrave
- 2009 - Pupi Avati e Angela Molina

 Premio per la critica cinematografica 
- 2000 - Roberto Escobar
- 2001 - Paolo Mereghetti
- 2004 - Goffredo Fofi
- 2009 - Valerio Caprara

 Premi del pubblico 
- 2001 - Ettore Scola per la regia e Sergio Castellitto per l'interpretazione di Concorrenza sleale
- 2002 - Alessandro D'Alatri per il miglior film Casomai, Virna Lisi per la miglior interpretazione in Il più bel giorno della mia vita e Sergio Castellitto per la migliore interpretazione in L'ora di religione
- 2003 - Roberto Faenza per Prendimi l'anima, Giovanna Mezzogiorno per La finestra di fronte e Giuseppe Cristiano per Io non ho paura
- 2004 - Sergio Castellitto per il miglior film Non ti muovere, Gianluca Di Gennaro per l'interpretazione in Certi bambini e Francesca Inaudi per Dopo mezzanotte
- 2005 - Roberto Faenza per la regia e Luca Zingaretti per l'interpretazione di Alla luce del sole, Francesco Munzi per Saimir, Barbora Bobuľová per l'interpretazione in Cuore sacro
- 2006 - Sergio Rubini per la regia e l'interpretazione di La terra
- 2007 - Cristiano Bortone per Rosso come il cielo
- 2008 - Silvana Maja per Ossidiana
- 2009 - Pasquale Falcone per Io non ci casco

 Premio speciale 
- 2002 - Rai Cinema presieduta da Giuliano Montaldo, Gian Piero Brunetta e Lone Scherfig
- 2003 - Greta Scacchi
- 2004 - Michelangelo Antonioni, Goffredo Lombardo e Andrea Piersanti
- 2009 - Maurizio Scaparro

### 2010-2019
Premio per la regia 
- 2010 - Giorgio Diritti per L'uomo che verrà
- 2011 - Jean-Pierre e Luc Dardenne per Il ragazzo con la bicicletta
- 2013 - Valeria Golino per Miele
- 2014 - Paolo Virzì per Il capitale umano
- 2015 - Edoardo Leo per Noi e la Giulia
- 2016 - Paolo Genovese per Perfetti sconosciuti
- 2018 - Ferzan Özpetek per Napoli velata
- 2019 - Roberto Andò per Una storia senza nome

 Premio per la sceneggiatura 
- 2017 - Roberto Jannone per Il permesso - 48 ore fuori
- 2018 - Nicola Guaglianone per Benedetta follia, Sono tornato e L'ora legale
- 2019 - Francesco Piccolo per Notti magiche, Momenti di trascurabile felicità e Il traditore

 Premio per il film d'animazione 
- 2019 - Simone Massi per La strada dei Samouni

 Premio opera prima 
- 2017 - Marco Segato per La pelle dell'orso
- 2018 - Sebastiano Mauri per Favola

 Premio per l'interpretazione 
- 2010 - Isabella Ragonese per Dieci inverni e Alessio Boni per Complici del silenzio
- 2011 - Donatella Finocchiaro per Sorelle mai e Kim Rossi Stuart per Vallanzasca - Gli angeli del male
- 2012 - Pierfrancesco Favino
- 2013 - Cristiana Capotondi per Amiche da morire e Sara Serraiocco per Salvo
- 2014 - Marco Giallini per Tutta colpa di Freud, Paola Cortellesi per Sotto una buona stella e Un boss in salotto, Lucrezia Guidone per Noi 4
- 2015 - Valeria Solarino per La terra dei santi, Mi chiamo Maya e La scelta, Francesco Scianna per Latin Lover, Allacciate le cinture e Una storia sbagliata, Luca Argentero per Noi e la Giulia
- 2016 - Matilda De Angelis per Veloce come il vento
- 2018 - Massimo Popolizio per Sono tornato e Monica Guerritore per Puoi baciare lo sposo
- 2019 - Carla Signoris per L'agenzia dei bugiardi e Ma cosa ci dice il cervello

 Premio per l'interprete dell'anno tra cinema, teatro e televisione 
- 2016 - Sonia Bergamasco

 Premio per la fotografia 
- 2010 - Enrico Lucidi per Baarìa
- 2018 - Vittorio Storaro per La ruota delle meraviglie - Wonder Wheel

 Premio per il montaggio 
- 2010 - Massimo Quaglia per Baarìa

 Premio per la scenografia 
- 2010 - Maurizio Sabatini per Baarìa

 Premio per gli effetti speciali 
- 2010 - Mario Zanot per Baarìa

 Premio per il documentario 
- 2013 - Carlo e Luca Verdone per Alberto il grande
- 2019 - Fabrizio Corallo per Sono Gassmann! Vittorio re della commedia

 Premio del pubblico 
- 2010 - Stefano Incerti per Complici del silenzio
- 2011 - Massimo Natale per L'estate di Martino
- 2012 - Ruggero Dipaola per Appartamento ad Atene
- 2013 - Massimo Andrei per Benur – Un gladiatore in affitto
- 2014 - Enrico Maria Artale per Il terzo tempo
- 2015 - Laura Bispuri  per Vergine giurata
- 2016 - Piero Messina per L'attesa

 Premio della giuria tecnica 
- 2013 - Luigi Lo Cascio per La città ideale

 Premio speciale 
- 2013 - Antonello Sarno per Ciao Alberto!
- 2019 - Francesco Gagliardi e Stefania Capobianco per Mò vi mento - Lira di Achille e Carlo Vanzina

 Premio per la carriera 
- 2010 - Carlo Vanzina e Enrico Vanzina
- 2013 - Jerzy Stuhr
- 2014 - István Szabó
- 2015 - Terry Gilliam

 Premio speciale 
- 2011 - Clemente Senni per la produzione del film Dolce vita mambo
- 2012 - Dario Argento per Dracula 3D
- 2014 - Alessandro Siani
- 2017 - Gianni Amelio

### 2020-2029
Premio per la regia 
- 2020 - Claudio Giovannesi per La paranza dei bambini
- 2021 - Edoardo Ponti per La vita davanti a sé
- 2022 - Giuseppe Tornatore per Ennio ed Edoardo Leo per Lasciarsi un giorno a Roma e Luigi Proietti detto Gigi
- 2023 - Marco Bellocchio per Esterno notte

 Premio per la sceneggiatura 
- 2020 - Mario Martone e Ippolita Di Majo per Il sindaco del rione Sanità
- 2021 - Francesco Bruni per Cosa sarà
- 2022 - Bruno Oliviero e Valia Santella per Ariaferma
- 2023 - Roberto Andò, Ugo Chiti e Massimo Gaudioso per La stranezza

 Premio per l'interpretazione 
- 2020 - Pierfrancesco Favino per Hammamet e Lunetta Savino per Rosa
- 2021 - Alessandro Gassmann per Non odiare, Massimo Ghini per La volta buona e Carolina Crescentini per La bambina che non voleva cantare
- 2022 - Jasmine Trinca per Supereroi, Antonio Albanese per Come un gatto in tangenziale - Ritorno a Coccia di Morto, Stefano Accorsi per Marilyn ha gli occhi neri e Massimiliano Gallo per Il silenzio grande
- 2023 - Sara Serraiocco per Il primo giorno della mia vita, Fabrizio Gifuni per Esterno notte ed Elio Germano per Il signore delle formiche

 Premio per l'opera prima 
- 2021 - Gianluca Jodice per Il cattivo poeta
- 2023 - Marta Savina per Primadonna

 Premio per i costumi 
- 2021 - Andrea Cavalletto per Il cattivo poeta
- 2022 - Massimo Cantini Parrini per Cyrano

 Premio per il documentario 
- 2021 - Alex Infascelli per Mi chiamo Francesco Totti

 Premio alla carriera 
- 2020 - Helen Mirren e Aldo, Giovanni e Giacomo
- 2021 - Jude Law, Vincent Riotta e Monica Bellucci
- 2023 - Taylor Hackford

 Premio speciale 
- 2021 - Ibrahima Gueye per La vita davanti a sé
- 2022 - Ugo Tognazzi alla memoria
- 2023 - Anna Magnani nel cinquantesimo della morte, Andrea Andermann alla regia